# Worms, Nebraska
Worms este o comunitate neîncorporată din Comitatul Merrick, Nebraska, Statele Unite ale Americii.

## Istoric
Worms a avut un oficiu poștal între 1897 și 1902. Comunitatea a fost probabil numită după Worms, Germania.